# Oud-West

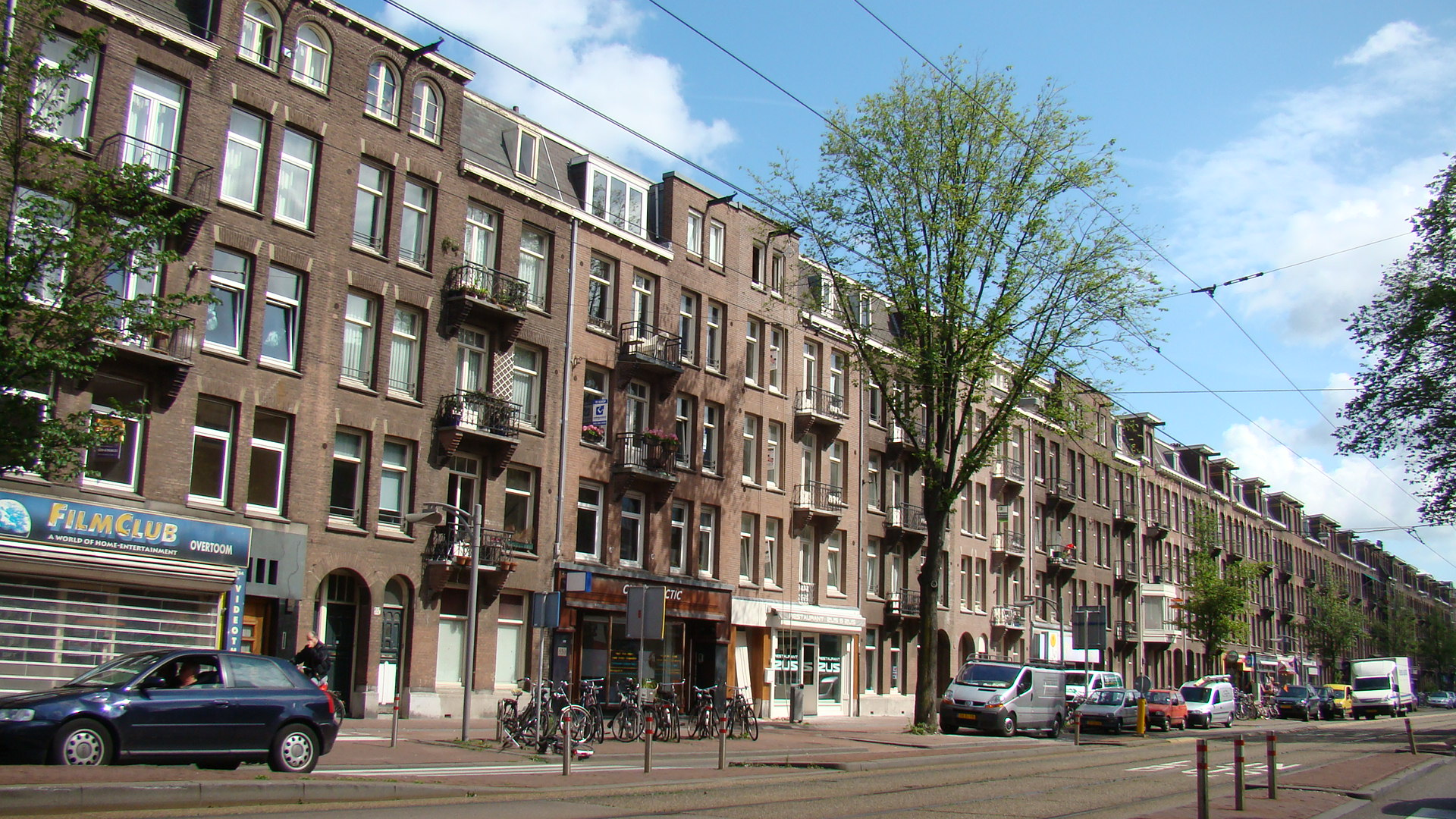
Overtoom i Amsterdam Oud-West

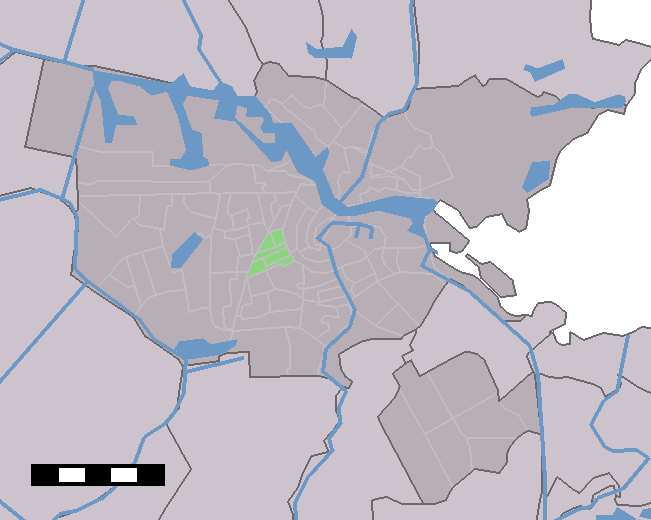
Oud-West i Amsterdam

Oud-West (nederländska för Gamla Väster) är ett historiskt distrikt i den nederländska huvudstaden Amsterdam. Mellan 1990 och 2010 utjorde distriktet en administrativ stadsdel inom kommunen, men i och med 2010 års stadsdelsreform kom det att ingå i den nya och större stadsdelen Amsterdam-West.
Området där Oud-West är beläget började torrläggas och bebyggas under 1600- och 1700-talen. Under sista delen av 1800-talet var Oud-West ett av de bostadsområden som utvecklades mest när Amsterdam expanderade utanför de gamla stadsmurarna. Detta medförde en kraftig befolkningsökning i området, särskilt kring gatorna Overtoom och Kinkerstraat. På 2000-talet har distriktets befolkningsantal legat på drygt 30 000. Detta på en total yta av 1,70 km².
De två populäraste attraktionerna i Oud-West är Vondelpark, den största stadsparken i Amsterdam, och De Hallen, en före detta spårvagnshall som i mitten av 2010-talet byggdes om till lokalt kulturcentrum med bibliotek, biograf, saluhall, restauranger och även mindre butiker där lokala formgivare och hantverkare kan sälja sina produkter.
Bland kända invånare i området genom åren kan nämnas författaren Willem Frederik Hermans, arkitekten Pierre Cuypers och läkaren Aletta Jacobs, en tidig förkämpe för kvinnlig rösträtt och dessutom en av de allra första kvinnliga läkarna i Nederländerna.
Flera spårvagnslinjer går genom området, dels linjerna 1, 7 och 17 som förbinder olika centrala delar i Amsterdam med de västra förorterna, och dels linje 3 som är en trekvarts ringlinje som går runt Amsterdams centrum.